# Anna Maria Bürgi
Anna Maria Bürgi (* 24. Oktober 1936 in Kägiswil) ist eine Schweizer Malerin.
Sie wuchs in Alpnach Dorf im Kanton Obwalden auf und besuchte von 1953 bis 1957 die Ecole des Arts et Métiers in Vevey. Seither ist sie freischaffende Künstlerin. 1961 heiratete sie den Musikpädagogen Kurt Meyerhans. Bürgi arbeitet und lebt in Vaux La Douce, Haute-Marne (Frankreich) und Basel (Schweiz).

## Publikationen
- An Dich. Tagebuch 1973–1976. Verlag Vontobel, Druck, Feldmeilen 1977.
- Hommage à ma Mère. Kantonalbank Sarnen, 1992.
- AMB. Ausgewählte Werke 1957 bis 2007. Verlag von Ah Druck, Sarnen 2007.
- Durchblick / Entr’oeil. Buchkatalog. Galerie-Kunst-Traeume.ch, Zürich 2008.
- Musik singt – Malerei tanzt. Buchkatalog. 2015.
- Expirer. Verlag Johannes Petri, Basel 2015, ISBN 978-3-03784-065-8.
- Word, Bild und Klang. Buchkatalog zur Ausstellung «Erasmus von Rotterdam» in der St. Clarakirche. Basel 2016.
- Journal Madame K. Chamaeleon Verlag, Basel 2020, ISBN 978-3-033-07691-4.